# The Time (Bros-album)
A The Time című album a brit Bros zenekar 2. stúdióalbuma, immár Craig Logan nélkül. Az album 1989. október 16-án jelent meg. Matt és Luke Goss mellett Nicky Graham is társszerzője volt az albumnak.
A lemez az Egyesült Királyság album listáján a 4. helyig jutott, majd arany minősítést szerzett.
A Sister című dalt Matt és Luke Carolyn nevű testvére emlékére írták, aki 1988-ban Londonban összeütközött egy részeg autóvezetővel.
A Life's a Heartbeat" című dal 7 inches kislemez B oldalán a  Chocolate Box című dal szerepelt.

## Megjelenések
LP  Európa CBS  CBS 465918 1 
- A1	Madly In Love 7:09
- A2	Too Much	3:30
- A3	Chocolate Box	3:57
- A4	Money	4:21
- A5	Streetwise	4:29
- B1	Club Fool	5:28
- B2	Black And White	3:52
- B3	Don't Bite The Hand	3:10
- B4	Space	3:40
- B5	Sister	4:23

## Slágerlisták

### Heti összesítések
| Slágerlista (1989)                                  | Legjobb Helyezések |
| --------------------------------------------------- | ------------------ |
| Ausztrália Australian Albums (ARIA)                 | 34                 |
| Hollandia Dutch Albums (MegaCharts)                 | 90                 |
| Európa European Albums Chart                        | 18                 |
| Finnország Finnish Albums (Suomen virallinen lista) | 23                 |
| Németország German Albums (Media Control Charts)    | 34                 |
| Olaszország Italian Albums (FIMI)                   | 20                 |
| Japán Japanese Albums (Oricon)                      | 7                  |
| Spanyolország Spanish Albums (PROMUSICAE)           | 17                 |
| Svédország Swedish Albums (Sverigetopplistan)       | 42                 |
| Egyesült Királyság UK Albums (OCC)                  | 4                  |

## Eladások
| Ország                     | Minősítés | Eladások |
| -------------------------- | --------- | -------- |
| Egyesült Királyság (BPI)   | arany     | 100.000  |
| Spanyolország (PROMUSICAE) | platina   | 100.000  |